# Kaliko Kauahi
Kaliko Kauahi (* 11. Januar 1974 in Lawai, Hawaii) ist eine amerikanische Schauspielerin.

## Leben
Kauahi ist in Lawai aufgewachsen. Sie besuchte die Kamehameha Schools in Honolulu, ein Internat, um dort ihren Schulabschluss zu absolvieren. Im Anschluss studierte sie an der Loyola Marymount University Kommunikation und Kunst.
Nach ihrem Studium begann Kauahi mit ihrer Schauspielkarriere. Anfangs spielte sie ausschließlich Nebenrollen in Fernsehsendungen wie Modern Family, Parks and Recreation sowie The Big Bang Theory. Im Jahr 2015 wurde bekanntgegeben, dass Kauahi eine Nebenrolle in der NBC-Comedy-Fernsehsendung Superstore übernehmen wird. Am 22. Mai 2019 gab NBC bekannt, dass Kauahi ab der 5. Staffel befördert wurde und künftig eine Hauptrolle in der Serie spielen wird. Bis 2021 verkörperte sie dort die Rolle der Sandra Kaluiokalani.

## Filmografie (Auswahl)
- 2007, 2010: Chuck (Fernsehserie, 2 Episoden)
- 2008: Bad Mother’s Handbook
- 2011: Modern Family (Fernsehserie, 1 Episode)
- 2011: Birds of a Feather
- 2014: The Big Bang Theory (Fernsehserie, 1 Episode)
- 2015–2021: Superstore (Fernsehserie, 97 Episoden)
- 2015: Brooklyn Nine-Nine (Fernsehserie, 1 Episode)
- 2018–2019: Zuhause bei Raven (Fernsehserie, 4 Episoden)
- 2022: Ghosts (Fernsehserie,1 Episode)
- 2023: iCarly (2021) (Fernsehserie, 2 Episoden)
- seit 2024: St. Denis Medical (Fernsehserie)